# ブレイク・マイケル
ブレイク・マイケル（Blake Michael、1996年7月31日 - ）は、アメリカ合衆国の俳優。ジョージア州出身。

## 出演作品
- ブログ犬 スタン（タイラー）
- レモネード・マウス(チャーリー)